# جستجو در شهر
جستجو در شهر فیلمی به کارگردانی حجت‌الله سیفی و نویسندگی جمال امید، حسن هدایت محصول سال ۱۳۶۴ است.

## خلاصه داستان
پس از انقلاب زنی تحت تأثیر تمایلات خانواده پدری از همسر و پسر خردسال خود جدا می‌شود و به خارج از کشور مهاجرت می‌کند…

## بازیگران
- محمد امین
- پروانه معصومی
- جمشید گرگین
- افسر اسدی
- محمد پورستار
- جلال خرم دل
- علیرضا اوسیوند
- مهدی عابدی
- منصور حاجیلی
- جعفر رضایی
- رحمان مقدم
- محمد فائی
- عباس مدیریه
- محمد قرایی
- فرهاد احمدی
- خدیجه رضایی
- نسرین کاوند
- زهره غفاری
- زیبا آل احمد
- وجیهه لقمانی
- محسن شمس
- مونا سیفی
- اشکان رضایی